# Браунсборо Фарм (Кентаки)
Браунсборо Фарм (енгл. Brownsboro Farm) град је у америчкој савезној држави Кентаки.

## Демографија
По попису из 2010. године број становника је 648, што је 28 (-4,1%) становника мање него 2000. године.
| Група             | 2000.       | 2010.       |
| Белци             | 651 (96,3%) | 607 (93,7%) |
| Афроамериканци    | 4 (0,6%)    | 13 (2,0%)   |
| Азијати           | 7 (1,0%)    | 11 (1,7%)   |
| Хиспаноамериканци | 6 (0,9%)    | 8 (1,2%)    |
| Укупно            | 676         | 648         |